# Projet Sextoy
Pour plus de détails, voir Fiche technique et Distribution.
Projet Sextoy est un documentaire français produit et réalisé par Anastasia Mordin et Lidia Terki, sorti en 2013.

## Synopsis
Projet Sextoy réunit deux films distincts Sextoy Stories et Le Projet Sextoy avec comme fil conducteur Delphine Palatsi dite DJ Sextoy, figure emblématique de la culture techno et du mouvement Pulp, né à l'été 1997. À travers le milieu underground de la scène électronique parisienne des années 1990, Lidia Terki et Anastasia Mordin dessine entre réserve et prestations trash, le parcours de cette personnalité androgyne disparue en 2002 à l'âge de 33 ans. 
Alors que Sextoy Stories mêle archives et témoignages retraçant la vie artistique de DJ Sextoy, le projet Sextoy s'appuie davantage sur l'intime via la réalisation d'un autoportrait de Delphine Platsi. Proches de l'artiste, les réalisatrices ont filmé au fil des années et des techniques d'enregistrement vidéo, le quotidien de l'une des premières DJ parisiennes à se faire une place au sein d’une corporation majoritairement masculine. Celles qui l'ont connu telles Virginie Despentes, Jennifer Cardini ou Miss Kittin sont également invitées à rendre un hommage documenté à la musicienne et performeuse.

## Fiche technique
- Titre : Projet Sextoy
- Réalisation : Anastasia Mordin, Lidia Terki
- Photographie : Anastasia Mordin, Lidia Terki
- Production : Anastasia Mordin, Lidia Terki
- Pays d'origine :  France
- Genre : documentaire
- Langue : français
- Date de sortie : 2013
- Durée : Le Projet Sextoy (75 min), Sextoy Sories (52 min)
- Musique : DJ Sextoy, Jennifer Cardini, Chloé Thevenin, Dj Decay, El Doctor
- Distribution : Miss Kittin, Virginie Despentes, Ann Scott, Anna Margarita Albelo…

## Réalisation
Anastasia Mordin est une monteuse et vidéaste française. Après avoir collaboré avec l'artiste contemporaine française Rebecca Bournigault, Le projet Sextoy et Sextoy Stories sont ses premiers films documentaires. 
Scénariste et réalisatrice française, Lidia Terki réalise différents films courts avant la sortie en 2017 de Paris la blanche son premier long métrage. Le film est récompensé du Prix Jean-Claude Brialy des longs métrages français au Festival Premiers Plans d'Angers et du Prix du Meilleur Film France Bleu.

## Distinctions
En 2014, le projet remporte le Prix du Public au Festival FAME (Film And Music Experience) à la Gaîté-Lyrique. La même année, les réalisatrices sont lauréates du Prix du Jury au Festival LGBT Chéries-Chéris organisé à Paris.
- 2014 : Prix du Jury au Festival Chéries Chéris, Paris
- 2014 : Prix du public au Festival FAME à la Gaîté-Lyrique, Paris